# إميل أرغاند
إميل أرغاند (ولد 9 يناير 1879 ــ توفي في 14 سبتمبر 1940) كان عالم جيولوجيا سويسري الجنسية.
ولد في أواكس-فيفاس بالقرب من جنيف. وقد إلتحق بالمدرسة المهنية في جنيف ومن ثم عَمل كرسام. درس التشريح في باريس، لكن ترك الطب في سبيل ملاحقة اهتمامه في الجيولوجيا. 
كان من أوائل المناصرين لنظرية الانجراف القاري ومؤسسها ألفريد فيغنر، والتي عرضت الصفائح التكتونية والاصطدامات القارية كأفضل تفسير لتشكل جبال الألب. ويلاحظ أيضاً لتطبيقه لنظرية الصفائح التكتونية علي قارة آسيا.
وقد أنشئ معهد الجيولوجيا في نوشاتيل، سويسرا.

## التكريمات والجوائز
- 1913: جائزة سبندياروف
- 1926 جائزة مارسيل بينواست
- منطقة من التلال المتجعدة علي القمر سُميت بدورسا أرغاند تيمناً به.
- طريق يُسمي «رو إميل-أرغاند» في جامعة نيوشاتيل
- منجم مُسمي بأرغاندنتي.

## ببليوجرافيا
- Argand, E. (1924), "La Tectonique de l'Asie", Extrait du Compte-rendu du XIIIe Congrès géologique international 1922 (Liège), 1(5), pp. 171-372.
- Argand, E. (1916), "Sur l'arc des Alps Occidentales", Eclogae geologicae Helveticae (Lausanne), 14, pp. 145–192.
- Argand, E. (1911), "Les nappes de recouvrement des Alpes Pennines et leur prolongement structuraux", Mat. carte géol. Suisse, N.S., XXXI livr.
- L'exploration géologique des Alpes pennines centrales، Lausanne: Imprimeries Réunies، 1909، OCLC:493327130، مؤرشف من الأصل في 2023-02-19

## روابط خارجية
- إميل أرغاند على موقع إن إن دي بي (الإنجليزية)
- منظور تاريخي عل جبال الألب، متضمنة رسومات من أرغاند.
- Necrology (in French), in: Verhandlungen der Schweizerischen Naturforschenden Gesellschaft 120 (1940), 379-403.